# Rocaterçana
La Rocaterçana és una muntanya de 1.382 metres que es troba entre els municipis de Capolat i Castellar del Riu, a la comarca catalana del Berguedà.

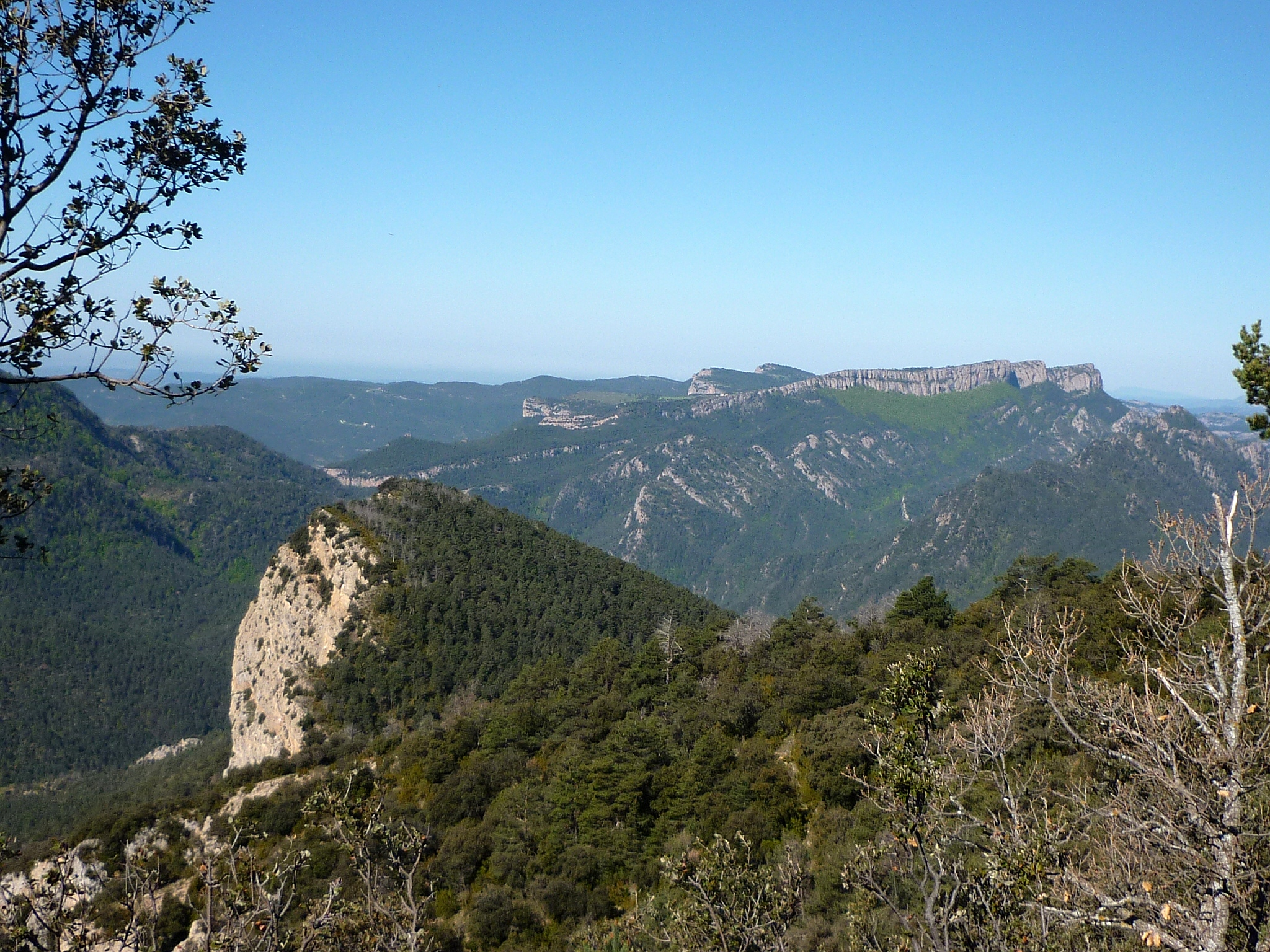
La Rocaterçana, al Serrat de la Corba, des del Grau de l'Olivell, amb Busa al fons.